# Gorenje Brdo
Gorenje Brdo este o localitate din comuna Gorenja vas - Poljane, Slovenia, cu o populație de 65 de locuitori.